# O wojnie hiszpańskiej
O wojnie hiszpańskiej (łac. De Bello Hispaniensi) – niewielki, obejmujący 42 bardzo krótkie rozdziały utwór należący do tzw. Corpus Caesarianum, stanowiący kontynuację dzieła O wojnie afrykańskiej i zamykający jednocześnie relację o wojnach prowadzonych przez Juliusza Cezara.
Utwór obejmuje wydarzenia z roku 45 p.n.e., aż do zwycięskiej dla Cezara bitwy pod Mundą. Zachowany do czasów współczesnych tekst zawiera sporo luk. Autor dzieła pozostaje nieznany, była to jednak niezbyt wykształcona osoba, bowiem spośród wszystkich apokryfów z Corpus Caesarianum jest to najsłabszy pod względem literackim i gramatycznym utwór, zawierający wiele nieścisłości filologicznych.